# Fuente de Pedro Naharro
Fuente de Pedro Naharro è un comune spagnolo di 1 248 abitanti situato nella comunità autonoma di Castiglia-La Mancia.